# Мурашово (Курганская область)
Мурашово — деревня в Щучанском районе Курганской области. Входит в состав Николаевского сельсовета.

## История
До 1917 года входила в состав Николаевской волости Шадринского уезда Пермской губернии. По данным на 1926 год состояла из 53 хозяйств. В административном отношении входила в состав Николаевского сельсовета Песчанского района Шадринского округа Уральской области.

## Население
| 1989 | 2002 | 2010 |
| ---- | ---- | ---- |
| 58   | ↘52  | ↘38  |

По данным переписи 1926 года на выселке проживало 263 человека (125 мужчин и 138 женщин), в том числе: русские составляли 100 % населения.